# Flörlplainbach
Der Flörlplainbach ist ein Bach im Bezirk Braunau im Innviertel in Oberösterreich. Er ist ein linker Nebenfluss des Hainbachs.

## Geographie

### Verlauf
Der Flörlplainbach entspringt östlich der Ortschaft Kranzing (Gemeinde Lochen am See) und fließt zunächst in östliche Richtung. Anfangs ist der Bach noch recht unbeständig und fließt in völlig waldfreier Gegend. Er passiert anschließend die namensgebende Ortschaft Flörlplain (Gemeinde Lengau) und ändert seine Fließrichtung in Richtung Nordosten. Bevor der Flörlplainbach Flörlplain verlässt, nimmt er von rechts den Tannhamer Bach auf, der beim Zusammenfluss nicht nur wesentlich länger ist, sondern auch mehr Wasser führt. Beim Zusammenfluss nimmt der Flörlplainbach dessen nördliche Fließrichtung an und ist ab hier ein recht beständiger Bach. Er tritt anschließend in das Gemeindezentrum von Lengau ein, wo er einen Bogen nach Osten macht. Schließlich verlässt der Flörlplainbach Lengau und fließt geradlinig in waldfreier Gegend Richtung Osten, bis er oberhalb der Ortschaft Bach von links in den Hainbach mündet.

### Zuflüsse
Einziger Zubringer ist der Tannhamer Bach, der dem Flörlplainbach beim Zusammenfluss in Länge (4,9 km) und Größe des Einzugsgebiets (6,1 km² gegenüber 1,8 km²) deutlich überlegen ist.

### Einzugsgebiet
Westlich der Quelle des Flörlplainbachs entspringt der Mühlberger Bach, der direkt in die Mattig mündet. Nordwestlich entspringt ein Nebengraben des Eisbachs, der über den Wallersee und die Fischach zur Salzach entwässert.